# 이황선
이황선(1970년 ~ )은 KBS 예능본부의 책임프로듀서(CP)다.

## 경력
- KBS 예능본부 프로듀서
- KBS TV제작본부 예능운영팀장
- KBS 예능본부 편성기획팀장 (부장급)
- KBS 대형이벤트 방송사업단장 (국장급)